# Manitoba Lotteries Women’s Curling Classic
Manitoba Lotteries Women's Curling Classic (wcześniej znany jako Casinos of Winnipeg Classic) – kobiecy turniej curlingowy, rozgrywany od 2004, zaliczany do cyklu Wielkiego Szlema. Odbywa się corocznie w październiku, na lodowisku Fort Rouge Curling Club w Winnipeg. Pula nagród od 2009 wynosi 60 tys. dolarów kanadyjskich. Dotychczas żadnej z drużyn nie udało się wygrać turnieju dwukrotnie.

## Wyniki
| Rok  | Miasto   | Liczba drużyn | Zwycięzca                                                                | Finalista                                                                    |
| ---- | -------- | ------------- | ------------------------------------------------------------------------ | ---------------------------------------------------------------------------- |
| 2004 | Winnipeg | 32            | Cheryl Bernard, Susan O’Connor, Jody McNabb, Karen Ruus                  | Shannon Kleibrink, Amy Nixon, Glenys Bakker                                  |
| 2005 | Winnipeg | 32            | Jennifer Jones, Cathy Overton-Clapham, Jill Officer, Georgina Wheatcroft | Shannon Kleibrink, Amy Nixon, Glenys Bakker, Christine Keshen                |
| 2006 | Winnipeg | 32            | Sherry Anderson, Kim Hodson, Heather Walsh, Donna Gignac                 | Jennifer Jones, Cathy Overton-Clapham, Jill Officer, Dana Allerton           |
| 2007 | Winnipeg | 32            | Shannon Kleibrink, Amy Nixon, Bronwen Webster, Chelsey Bell              | Jennifer Jones, Cathy Overton-Clapham, Jill Officer, Dawn Askin              |
| 2008 | Winnipeg | 32            | Michelle Englot, Deanna Doig, Roberta Materi, Cindy Simmons              | Kelly Scott, Jeanna Schraeder, Sasha Carter, Jacquie Armstrong, Renee Simons |
| 2009 | Winnipeg | 32            | Kelly Scott, Jeanna Schraeder, Sasha Carter, Jacquie Armstrong           | Jennifer Jones, Cathy Overton-Clapham, Jill Officer, Dawn Askin              |
| 2010 | Winnipeg | 32            | Chelsea Carey, Kristy Jenion, Kristen Foster, Lindsay Titheridge         | Cathy Overton-Clapham, Breanne Meakin, Leslie Wilson, Raunora Westcott       |
| 2011 | Winnipeg | 32            | Renée Sonnenberg, Lawnie MacDonald, Kristie Moore, Rona Pasika           | Heather Nedohin, Beth Iskiw, Jessica Mair, Laine Peters                      |
| 2012 | Winnipeg | 32            | Stefanie Lawton, Sherry Anderson, Sherri Singler, Marliese Kasner        | Rachel Homan, Emma Miskew, Alison Kreviazuk, Lisa Weagle                     |
| 2013 | Winnipeg | 32            | Jennifer Jones, Kaitlyn Lawes, Jill Officer, Dawn McEwen                 | Jill Thurston, Brette Richards, Brandi Oliver, Blaine DeJager                |

## Klasyfikacja
| Drużyna               | QF | SF | F | W |
| --------------------- | -- | -- | - | - |
| Jennifer Jones        | 4  |    | 3 | 2 |
| Shannon Kleibrink     |    | 2  | 2 | 1 |
| Kelly Scot            | 3  |    | 1 | 1 |
| Cheryl Bernard        | 2  | 3  |   | 1 |
| Stefanie Lawton       | 1  | 2  |   | 1 |
| Sherry Anderson       | 2  |    |   | 1 |
| Renée Sonnenberg      | 2  |    |   | 1 |
| Chelsea Carey         |    |    |   | 1 |
| Michelle Englot       |    |    |   | 1 |
| Heather Nedohin       |    | 2  | 1 |   |
| Cathy Overton-Clapham |    | 1  | 1 |   |
| Rachel Homan          |    |    | 1 |   |
| Jill Thurston         |    |    | 1 |   |
| Krista McCarvile      |    | 3  |   |   |
| Barb Spencer          | 3  | 1  |   |   |
| Cathy King            | 2  | 1  |   |   |
| Marie-France Larouche | 1  | 1  |   |   |
| Janet Harwey          |    | 1  |   |   |
| Kaitlyn Lawes         |    | 1  |   |   |
| Silvana Tirinzoni     |    | 1  |   |   |
| Cassandra Potter      | 2  |    |   |   |
| Anette Norberg        | 2  |    |   |   |
| Darcy Robertson       | 2  |    |   |   |
| Maureen Bonar         | 1  |    |   |   |
| Renelle Bryden        | 1  |    |   |   |
| Laura Crocker         | 1  |    |   |   |
| Karen Fallis          | 1  |    |   |   |
| Janet Harvey          | 1  |    |   |   |
| Amber Holland         | 1  |    |   |   |
| Michèle Jäggi         | 1  |    |   |   |
| Kelley Law            | 1  |    |   |   |
| Debbie McCormick      | 1  |    |   |   |
| Sherry Middaugh       | 1  |    |   |   |
| Heather Rankin        | 1  |    |   |   |
| Deb Santos            | 1  |    |   |   |
| Anna Sidorowa         | 1  |    |   |   |
| Crystal Webster       | 1  |    |   |   |

## Nazwa turnieju
- Casinos of Winnipeg Curling Classic: 2004, 2005
- Grand Slam: Casinos of Winnipeg Classic: 2006, 2007
- Casinos of Winnipeg Classic: 2008
- Manitoba Lotteries Women's Curling Classic: od 2009